# Orahovac (Kosovo)
Orahovac (alb. Rahovec) je gradić u zapadnom središnjem dijelu Kosova. Smješten je istočno od Đakovice i sjeverozapadno od Prizrena.
U Orahovcu je rođen albanski filozof, umjetnički kritičar, politički analitičar i intelektualac Shkëlzen Maliqi.